# Xysticus tortuosus
Xysticus tortuosus là một loài nhện trong họ Thomisidae.
Loài này thuộc chi Xysticus. Xysticus tortuosus được Eugène Simon miêu tả năm 1932.